# ゴルリス病院
ゴルリス病院（バスク語、Gorliz Ospitalea。スペイン語、Hospital Gorliz）は、スペイン・バスク州ビスカヤ県ゴルリスの海岸近くに設置されている公立病院である。

## 背景

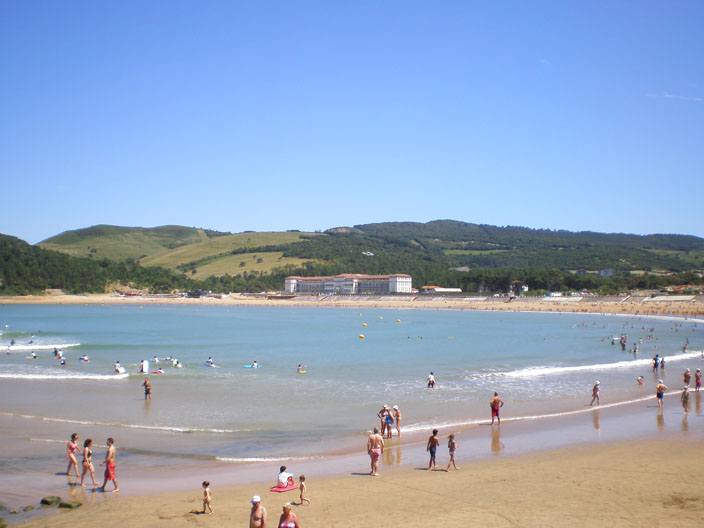
プレンツィアから見たゴルリス病院

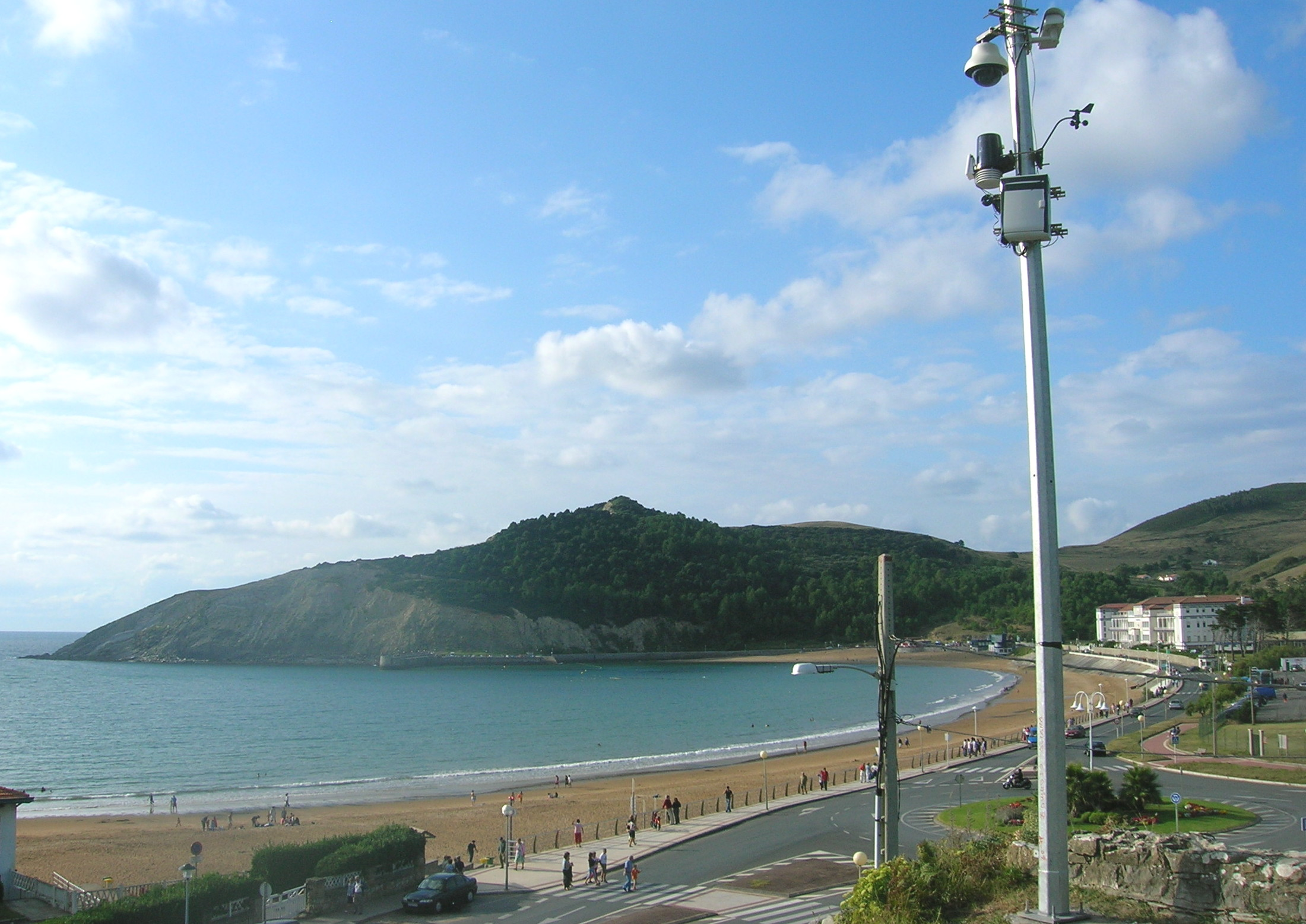
ゴルリスの海岸

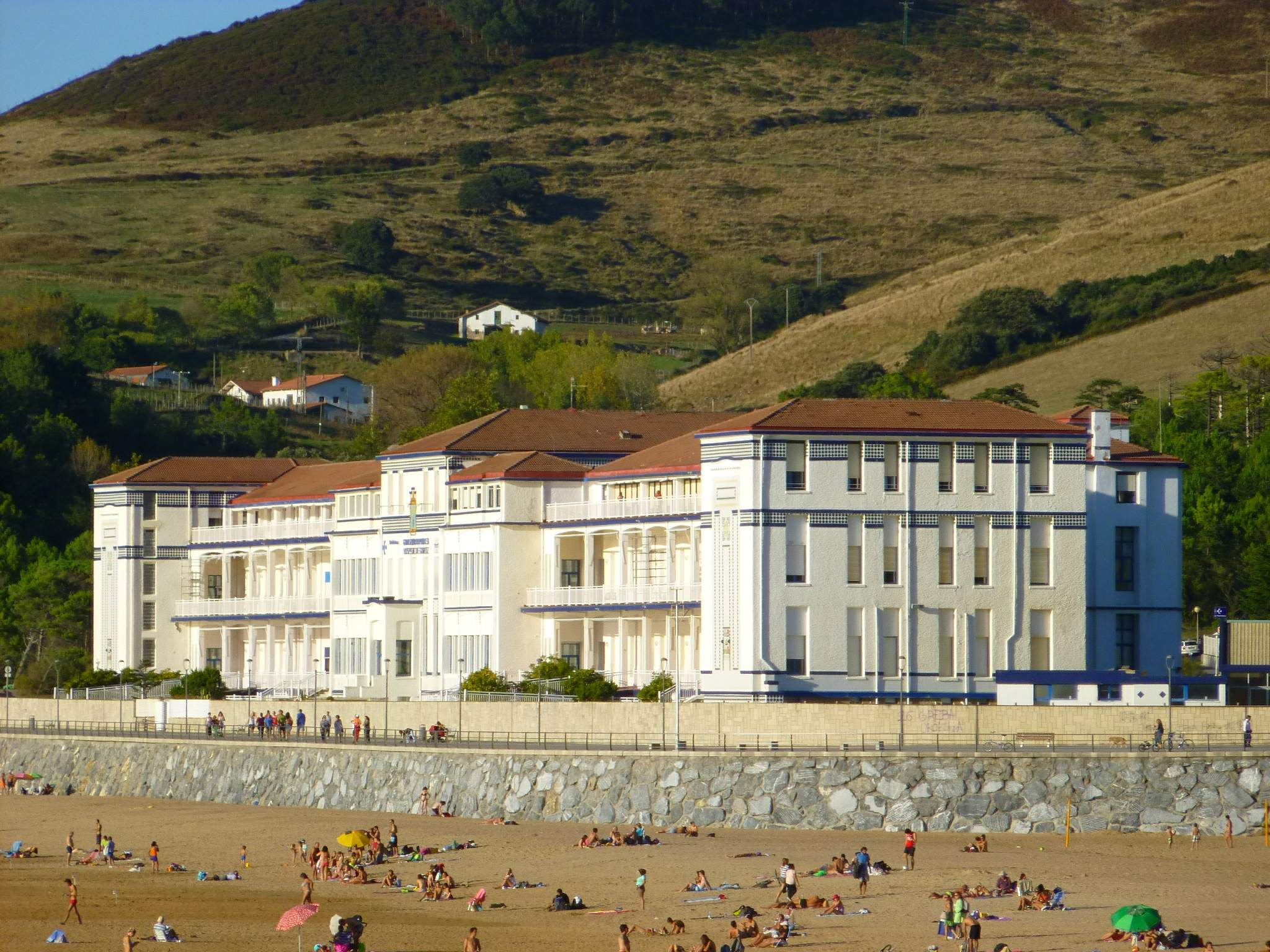
ゴルリス病院の近影

20世紀初頭のビスカヤ県では結核が猛威を振るっていた。例えば、ビスカヤ県の県都であるビルバオでは、1911年当時の人口が約8万人程度であったのに対して、そのうちの約6千人が結核患者だった
。
ゴルリス病院の設置後、1936年から1939年にかけてスペイン内戦が行われ、内戦中に結核患者はさらに増加した

。
ビスカヤ県における結核患者は、その後に抗結核薬（抗菌薬）が出現したことによって激減していった

。

## 歴史
1910年にゴルリス病院を設置することが決定された

。
1919年6月29日に小児の結核治療のために設立された

。
ゴルリス病院は元々サナトリウムだった。ところで、結核の原因である結核菌は紫外線に弱いとされている

。
また、紫外線は地球の大気を透過してきた太陽光にも依然として含まれている。ゴルリスはビスカヤ県内においても日照が得られる日数が多いことで知られており、当時は結核療養施設に適した場所と考えられたのである

。
その後、1936年に内戦が発生した。この戦禍から結核患者の子供達を逃がすべく、1937年6月に「es:Goizeko Izarra」と言う船を使って、病院のスタッフも含めてフランスへと完全に避難することもあった

。
さらに、抗結核薬によって結核患者が激減したこともあって、1970年には整形外科へと変わった

。
そして、1985年にeu:Osakidetzaに統合されて、リハビリテーションのための施設となった

。

## 地元への波及効果
当時は死の病であった結核患者を受け入れるゴルリス病院が設置されたことで、地元のゴルリスの町には、飲用にも適するレベルの清浄な上水道の整備が、ゴルリスと地方政府との間で約束された

。

## 建物
ゴルリス病院は北緯43度25分1秒、西経2度56分36秒に位置する

。
この病院の建物は、スペイン国内において、初めて建設された鉄筋コンクリート製の建物である

。
ゴルリスにおいて、この建物はランドマークとして認知されている

。

## 主な参考文献
- Place of interest ～ Gorliz Hospital